# Eugen Hund
Eugen Hund (* 3. Dezember 1901 in Eßlingen am Neckar; † 12. März 1975 in Nellingen) war ein deutscher politischer Funktionär (NSDAP).

## Leben und Tätigkeit
Eugen Hunds Eltern waren arm, seine Mutter arbeitete als Waschfrau und er musste für das Schulgeld dazuverdienen. Nach dem Realschulbesuch machte Hund eine Ausbildung als Industriekaufmann. Von 1924 bis 1933 war er als kaufmännischer Angestellter bei der Maschinenfabrik Eßlingen (ME) angestellt, wo Wilhelm Murr zu seinen Kollegen gehörte. Durch Murr, der später Reichsstatthalter von Württemberg wurde, kam Hund mit der NSDAP in Kontakt.
Zum 6. August 1925 trat Hund in die NSDAP ein (Mitgliedsnummer 12.862). Nach einer Parteiversammlung in der Stuttgarter Liederhalle kamen Hund Zweifel an der NS-Ideologie, so dass er die Partei verließ, um ihr erst 1930 wieder beizutreten. In den darauf folgenden Jahren durchlief er eine steile Karriere in der Partei, die er vor allem der Freundschaft mit Murr verdankte.
Im September 1930 wurde er als Nachfolger Murrs Ortsgruppenleiter der NSDAP in Eßlingen. Von Dezember 1931 bis Mitte 133 saß er zudem für die Partei im Eßlinger Gemeinderat, in dem er die dreiköpfige NSDAP-Fraktion führte.
Nach dem Machtantritt der Nationalsozialisten im Frühjahr 1933 wurde Hund als Kreisleiter der NSDAP für den NSDAP-Kreis Eßlingen eingesetzt. Durch Erlass des Württembergischen Innenministeriums vom 13. September 1933 wurde er zum kommissarischen Bürgermeister von Wendlingen ernannt.
Während der Novemberpogrome von 1938 verhielt Hund sich gegenüber der Demolierung der Synagoge und des jüdischen Waisenhauses in Eßlingen ablehnend. Die Aufforderung der Parteileitung in Stuttgart, die Eßlinger Synagoge in Brand zu stecken, lehnte er mit dem Bemerken ab: „So ebbes Narrets machet mir net“. Das Gebäude, das sich mitten in der Altstadt befand, hätte nicht ohne große Gefahr für die benachbarten Häuser angezündet werden können. Dementsprechend kam es in Eßlingen – anders als in Stuttgart, Ulm oder Heilbronn – zu keiner Zerstörung des Gebäudes der Synagoge. Beim Synagogenprozess vor dem Landgericht Stuttgart 1951 wurde Hund aufgrund seines Verhaltens bei diesen Ereignissen freigesprochen.
1942 wurde Hund in die Parteikanzlei der NSDAP versetzt, das zentrale Steuerungsorgan zur Führung und Beaufsichtigung des Parteiapparates der NSDAP. Im Rang eines Reichshauptamtsleiters fungierte er als Leiter der Abteilung II der Parteikanzlei, der die Inspektion der politischen Führung der NSDAP in den von Deutschland besetzten Gebieten Europas oblag, in dieser Funktion wurde er 1943 für vier Monate in das besetzte Norwegen entsandt.
Nach dem Krieg wurde Hund einem Spruchkammerverfahren sowie diversen Strafprozessen unterzogen. Sein letzter Prozess, in dem er zusammen mit Emil Veil vor dem Landgericht Stuttgart wegen Landfriedensbruch angeklagt wurde, endete am 4. September 1953 mit einem Freispruch aus Mangel an Beweisen.

## Archivalien
- Landesarchiv Baden-Württemberg: EL 903/4: Spruchkammerakte